# Union (альбом)
Union — тринадцатый студийный альбом британской группы прогрессивного рока Yes, выпущенный в 1991 году под лейблом Arista Records. Альбом предположен как воссоединение Yes (Джон Андерсон, Крис Сквайр, Тревор Рэбин, Тони Кей, Алан Уайт) с Anderson Bruford Wakeman Howe (также включая Джона Андерсона с Биллом Бруфордом, Риком Уэйкманом и Стивом Хау).

## История
После Big Generator в 1988 году Джон Андерсон организовал группу с бывшими участниками Yes: Стивом Хау, Риком Уэйкманом и Биллом Бруфордом. Результатом стал альбом Anderson Bruford Wakeman Howe, выпущенный в 1989 году и поддержанный успешным туром. Из-за существования Yes (так как Андерсон был все ещё участником группы), было решено назвать группу Anderson Bruford Wakeman Howe, или ABWH по инициалам фамилий участников группы (поскольку Крис Сквайр как держатель прав на название Yes мог предъявить юридические претензии). Тем временем, сами Yes начали формировать и записывать материал для следующего альбома, в то время как Anderson Bruford Wakeman Howe делали тот же самое на юге Франции весной 1990 года.
Поддавшись под давлением звукозаписывающей компании идее воскресить Yes, Сквайр и Андерсон решают объединить оба проекта. Между тем материал ABWH был переработан продюсером Джонатаном Элиасом, который заменил часть гитарных партий Хау партиями сессионного музыканта Джимми Хауна. Аналогично поступили с клавишными партиями Уэйкмана: из-за его тяжелых сольных гастролей многие его партии были исполнены другими клавишниками. На заключительном этапе создания также участвовал Крис Сквайр, добавивший свои вокальные партии к записанным песням ABWH, вследствие чего часть альбома ABWH была записана составом Yes 1971—1972 годов, а партии бас-гитары были исполнены Тони Левином.
В США было распродано полмиллиона экземпляров, что соответствует золотому статусу. Union был последним студийным альбомом, имеющим значимые продажи, что не соответствовало популярности альбома 1987 года Big Generator. Хотя песня «Lift Me Up» стала хитом и вошла в чарт Billboard 200, где достигла верхней позиции и оставалась там в течение шести недель в первом полугодии 1991 года.
Прежде чем была издана окончательная версия альбома Union, было выпущено предварительное издание, чтобы подогреть интерес к новинке. В этом издании содержались варианты микширования материала ABWH, которые сильно отличались от тех, что присутствовали на полноценном альбоме. Эти ранние записи были ближе к оригинальным идеям ABWH с более заметной ролью ритм-секции Левина и Бруфорда.
Кроме «The More We Live» для альбома были записаны две другие песни за авторством Сквайра и Шервуда — «Say Goodbye» и «Love Conquers All», но они не были использованы. Последняя композиция позже появилась на Yesyears (1991) и в переиздание второго альбома группы Шервуда World Trade. Оба трека также вошли в первый альбом совместного проекта Сквайра и Шервуда Conspiracy.
Уэйкман, Бруфорд и Хау должны были уйти из группы в 1992-м, в результате Yes вернулись к составу 1983—1988 годов. Union стал последним альбомом Yes с Биллом Бруфордом и последним — со Стивом Хау и Риком Уэйкманом до их возврата в 1996 году.

## Список композиций
1. «I Would Have Waited Forever» (Джон Андерсон/Джонатан Элиас/Стив Хау) — 6:32
2. «Shock to the System» (Джон Андерсон/Джонатан Элиас/Стив Хау) — 5:09
3. «Masquerade» (Стив Хау) — 2:17
4. «Lift Me Up» (Тревор Рэбин/Крис Сквайр) — 6:30
5. «Without Hope You Cannot Start the Day» (Джон Андерсон/Джонатан Элиас) — 5:18
6. «Saving My Heart» (Тревор Рэбин) — 4:41
7. «Miracle of Life» (Марк Манцина/Тревор Рэбин) — 7:30
8. «Silent Talking» (Джон Андерсон/Билл Бруфорд/Джонатан Элиас/Стив Хау/Рик Уэйкман) — 4:00
9. «The More We Live/Let Go» (Билли Шервуд/Крис Сквайр) — 4:51
10. «Angkor Wat» (Джон Андерсон/Джонатан Элиас/Рик Уэйкман) — 5:23
11. «Dangerous (Look In The Light Of What You’re Searching For)» (Джон Андерсон/Джонатан Элиас) — 3:36
12. «Holding On» (Джон Андерсон/Джонатан Элиас/Стив Хау) — 5:24
13. «Evensong» (Билл Бруфорд/Тони Левин) — 0:52
14. «Take the Water to the Mountain» (Джон Андерсон) — 3:10

### Европейское издание
1. «Give & Take» (Джон Андерсон/Джонатан Элиас/Стив Хау) — 4:29

### Позиции в чартах
Union (Arista 261 558) достиг позиции № 7 в Великобритании и № 15 в США.

## Участники записи
Yes
- Джон Андерсон — Ведущий вокал (кроме треков 3 и 13), акуст.гитара, перкуссия, со- продюсер (YES and ABWN)
- Тревор Рэбин — Электрогитара, вокал и бэк-вокал (треки 4, 6, 7 и 9), продюсер (треки 4, 6 , 7,), звукоинженер (трек 9)
- Тони Кей — Хаммонд Орган В3, пиано (треки 4, 6, 7 и 9)
- Алан Уайт — акустические ударные и перкуссия (треки 4, 6, 7 и 9)
- Крис Сквайр — вокальные и бэк-вокальные партии  (треки 1, 2, 4, 5, 6, 7, 9 и 11), бас-гитара (треки 4, 6, 7 и 9)

'' Музыканты группы ABWH'' в составе:
- Билл Бруфорд — акустические ударные и перкуссия  (треки 1, 2, 5, 8, и с 11 по 15)
- Стив Хау — Электрогитара, вокал  (треки 1, 3, 8, 12 и 15), продюсер (трек 3)
- Рик Уэйкман — Клавишные инструменты  (кроме треков 3, 4, 6, 7, 9 и 13)

Сессионные музыканты
- Джонатан Элиас — Пианино (трек 5), синтезатор и звуковой сэсмплинг, бэк-вокал, продюсер
- Тони Левин — Бас-гитара (треки 1, 2, 5, 8, 11, 12, 14 и 15), стике Чапмена
- Джимми Хаун — Электрогитара (треки 1, 2, 5, 8, 11, 12, 14 и 15)
- Билли Шервуд — Клавишные инструменты, бас-гитара, электрогитара, бэк-вокал, со=продюмер (трек 9)
- Алан Швартсберг — перкуссия
- Гэри Барлоу — Синтезатор
- Джерри Беннет — Синтезатор, электронная перкуссия
- Джим Крихтон — Синтезатор, клавишные инструменты (трек 11)
- Паулин Ченг — декалмация (трек 10)
- Дебора Андерсон — Бэк-вокал (Дочь Джона Андерсона)
- Ян Ллойд — Бэк-вокал
- Томми Фандербург — Бэк-вокал
- Шерман Фут — Синтезатор
- Брайен Форакер — Звуковой сэсмплинг
- Крис Фосдик — Синтезатор
- Рори Карлан — Звуковой сэсмплинг
- Алекс Лазаренко — Клавишные инструменты
- Стив Поркаро — Синтезатор, Звуковой сэсмплинг
- Майкл Шервуд — Бэк-вокал (Брат Билли)
- Дэнни Ваугн — Бэк-вокал
- Интересный факт. 3 основных участника группы Yes — Тони Кей, Алан, Уайт и Крис Сквайр совместно поучаствовали только в записи треков 4,6,7,9.